# Киприан (митрополит Киевский)
Митрополи́т Киприа́н (1336, Велико-Тырново — 29 сентября 1406, Москва) — митрополит Киевский, Русский и Литовский (1375—1380), митрополит Малой Руси и Литвы (1380—1389), митрополит Киевский и всея Руси (1389—1406), не подчинившийся власти Золотой Орды; писатель, редактор, переводчик и книгописец. Почитается в Русской православной церкви в лике святителей.

## Биография
Родился около 1330 года в городе Тырново, столице Второго Болгарского царства. Предполагают его принадлежность боярскому болгарскому роду Цамблаков, однако единственное основание для такого утверждения содержится в «Слове надгробном митрополиту Киприану», написанном Григорием Цамблаком: «Брат бяше нашему отцю». Эту фразу считают достаточным основанием, чтобы считать Киприана принадлежащим этому знатному роду. Однако из контекста самого документа трудно сказать, что имел в виду автор, называя его «братом нашего отца». Полный текст звучит так: «…Понеже и отец ваш, иж плачю вам предлежит вина, брат бяше нашему отцю». Очевидно, имеется в виду всё же духовное родство Киприана с болгарским патриархом Евфимием Тырновским.
Год пострижения Киприана неизвестен. Предполагают, что монашеский путь христианского служения он начал в Килифаревском монастыре преподобного Феодосия Тырновского. Не оставляет сомнения его близость с учеником преподобного Феодосия и будущим патриархом Болгарии килифариевским постриженником святым Евфимием Тырновским.
По всей видимости, Киприан довольно рано оставил Болгарию и уехал сначала в Константинополь, а затем — на Афон, где подвизался в одном из афонских монастырей. Сырку делает предположение, что в Константинополь он прибыл вместе со своим учителем, преподобным Феодосием, в числе четырёх сопровождавших его учеников, среди которых был и Евфимий, то есть в 1363 году.
В Византии Киприан сблизился с другим видным представителем исихазма, Филофеем Коккином — константинопольским патриархом в 1354—1355 и 1364—1376 годах. Был его келейником и выполнял при нём обязанности апокрисиария.

### Митрополит для Литвы
В русле своей объединительной политики Константинополь (точнее, партия экс-императора Иоанна Кантакузина и патриарха Филофея) стремился к сохранению единой русской митрополии, сделав ставку на более верную Москву. Главной опасностью, угрожающей единству митрополии, было соперничество двух русских государств, литовского и московского, за право объединения под своим верховенством всех русских земель, часть которых принадлежала также Польше, Венгрии, Молдавии. Это противостояние имело непосредственное отражение на состоянии обширнейшей Киевской митрополии, которая оказалась фактически разделённой по границе этих государств. Положение усугублялось тем, что митрополит всея Руси Алексий был по существу главой московского государства. В результате он потерял возможность посещать свои западные епархии, а великий князь литовский Ольгерд требовал водворения Алексия в титульном городе митрополии Киеве, находившемся под контролем Ольгерда. Другим вариантом, приемлемым для Литвы, было создание отдельной Литовской митрополии. О «своей» митрополии задумывались и в Москве. Константинополь вначале последовательно вёл промосковскую политику, но это привело к недовольству Ольгерда, который писал жалобы на митрополита и угрожал переходом в «латинство». Эту идею поддерживали и союзники Ольгерда тверские князья. На этом пути сохранить единство русской митрополии и всего русского православного мира было весьма затруднительно. Требовалась коррекция слишком промосковской политики. А для начала в Литву патриарх отправил доверенного человека, который смог бы примирить Ольгерда и митрополита Алексия. Таким человеком и стал Киприан.
Около 1373 года Киприан был послан в Литву и на Русь для примирения литовских, смоленских и тверских князей с митрополитом всея Руси Алексием. Во время поездки через литовские земли он встречался с князьями Литовской Руси и нашёл у них поддержку. В будущем его будут обвинять в Москве именно за «литовство», но задачи у Киприана были явно более широкие, чем подыгрывать одной из противоборствующих сторон.
В результате усилий патриаршего посла зимой 1373─1374 года тверской князь Михаил отказался от претензий на Владимирское великое княжение, и митрополит Алексий снял с него наложенное ранее отлучение. В Тверь на вдовствующую кафедру был поставлен новый владыка Евфимий (Вислень). Киприан участвует в этом поставлении. В конце зимы Алексий ставит епископом Суздальским и Нижегородским печерского архимандрита и друга Киприана Дионисия, ещё одно яркое лицо русской церковной истории. Литва принимает активное участие в антитатарском движении: «Ходила Литва на татарове, на Темря, и быша межи их бой». Складывается мощная общерусская коалиция под главенством Москвы. Основу этой коалиции составляли, кроме Москвы, великие княжества Нижегородское и Тверское, великое княжество Литовское.
Во время поездки с митрополитом Алексием в Переславль-Залесский Киприан познакомился с преподобным Сергием Радонежским. Сблизился он и с северным русским монашеством, которое было близко ему по духу и политическим взглядам. Из Московского княжества вернулся в Литву. Способствовал развитию почитания в Литве Виленских мучеников и доставке частиц их мощей в Константинополь.
Однако вскоре положение осложнилось. Михаил Тверской в очередной раз получил ярлык от Мамая на великое Владимирское княжение. Произошло это не без интриг ненавистных патриарху Филофею генуэзцев. Генуя, имевшая серьёзные коммерческие интересы, связанные с Ордой, не была заинтересована в объединении русских земель и ослаблении татарского влияния на Руси. Её участие в интригах против сложившейся русской коалиции — более чем предположительно. Некто по имени Некомат Сурожанин и московский боярин Иван Вельяминов прибыли в Тверь и много постарались для возбуждения здесь антимосковских настроений. Именно Некомат ездил затем в Орду и исхлопотал ханский ярлык для князя Михаила. Михаил вновь заявил свои права на Владимир и начал военные действия против Москвы. Вместе с Тверью от коалиции отошла и Литва. Дело закончилось походом княжеской коалиции Великой Руси в 1375 году во главе с Дмитрием Московским против Твери. В походе участвовало почти двадцать князей, представлявших практически всю северо-восточную Русь. Действия коалиции поддержал и Новгород Великий.
В это время с литовской стороны неожиданно пришла «ябеда» на митрополита Алексия. Автор «ябеды», судя по стилю, сам патриарший посол Киприан. В этих условиях в целях «крайней икономии» 2 декабря 1375 года патриарх Филофей рукоположил Киприана в митрополита Киевского, Русского и Литовского, а патриарший собор постановил, что после смерти митрополита Алексия Киприан должен быть «одним митрополитом всея Руси». Митрополит Киевский и всея Руси Алексий жив и, несмотря на различие в титулах, совершенно ясно, что Киприан ставится по существу на уже занятую кафедру.
9 июня 1376 года Киприан прибыл в Киев, который находился под властью литовского князя Владимира Ольгердовича. Однако попытки через послов добиться признания своих полномочий от новгородцев и московского князя успехом не увенчались.
В самой Москве тоже далеко не все были заинтересованы в освобождении от татарской зависимости. И прежде всего так называемая боярская партия — окружение молодого великого князя. Причиной были всё те же коммерческие интересы, связанные с теми же генуэзцами. Поэтому Киприан был нежелателен и там.
Таким образом, против объединительной политики Константинополя, которую проводит патриарх Филофей, оказывается как Генуя и Золотая Орда, так и влиятельное московское боярство, поддерживаемое молодым великим князем. В это же время в самом Константинополе (в 1376 году) происходит переворот, и к власти при поддержке генуэзцев приходит император Андроник IV. Патриарх Филофей был низложен, а на его место волей нового императора поставлен патриарх Макарий.
В 1376—1377 годах Киприан занимался делами «своей» части митрополии, довольно запущенными за годы конфликта. В частности совершил хиротонию на долго вдовствующую кафедру во Владимире-Волынском, успешно добивался возвращения церковных имений, которые оказались расхищенными боярами.

### Борьба за митрополию

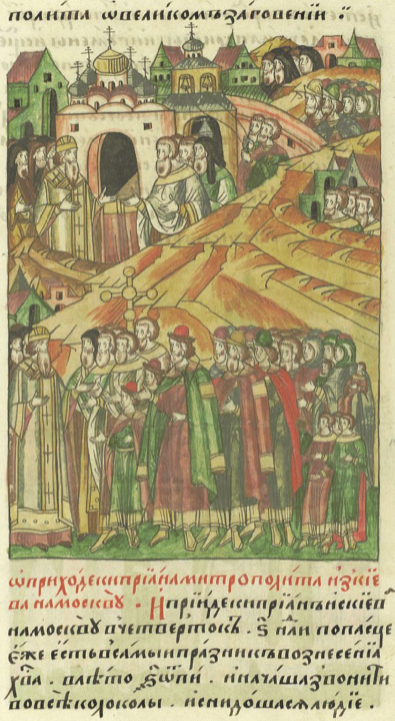
Приезд митрополита Киприана на Русь

12 февраля 1378 года умер митрополит Алексий. Согласно соборному постановлению, Киприан должен был распространить свои полномочия на всю митрополию. 3 июня из Любутска он пишет игуменам Сергию Радонежскому и Феодору Симоновскому о намерении прибыть в Москву. Однако волей великого князя Дмитрия Ивановича в Москву он допущен не был и, более того, ограблен и после краткого заключения с позором выдворен за пределы княжества. Киприан поспешил под защиту Дмитрия и Владимира Ольгердовичей и 23 июня написал второе послание игуменам Сергию и Феодору, в котором доказывал недопустимость поставления митрополита «по завещанию» и предал князя Дмитрия Ивановича анафеме.
В феврале 1379 года Киприан отправился за «своей правдой» в Константинополь. Путь его лежал через Болгарию, где он был тепло встречен болгарским патриархом Евфимием и населением Тырново. В апреле-мае 1379 года прибыл в Константинополь. Здесь он стал свидетелем происходившего в столице империи нового переворота, а также участником собора, осудившего и низложившего патриарха Макария. В июле Киприан участвовал в заседании Синода и 6 октября 1379 года как митрополит всея Руси подписал постановление патриархата.
Ещё при жизни святителя Алексия в Москве искали альтернативу опальному митрополиту. И таким угодным придворным кругам кандидатом стал духовник великого князя «белый» священник, известный под именем Митяй. К досаде этого скорее светского человека его постригли с именем Михаил и тут же поставили архимандритом Спасского монастыря, что вызвало глухой протест монашествующих. Вскоре после смерти митрополита Алексия Митяй занял митрополичьи палаты и облачился в митрополичьи ризы. Однако попытка поставить его на кафедру с титулом митрополита «Великой Руси» помимо Константинопольского патриарха натолкнулось на резкий протест епископа Суздальского Дионисия. Резонное замечание Дионисия, что такой митрополит будет незаконен, вынудило Митяя отправиться в Константинополь.
На поставление в Константинополь Митяй отправился через Сарай, где заручился поддержкой правившего ордой темника Мамая. Летом же 1379 года в Константинополь тайно от великого князя, с целью помешать возведению Митяя в митрополиты отправился и Дионисий Суздальский. Но пока наречённый митрополит добирался в империю, в Константинополе опять сменилась власть. Свергнутые император Иоанн V и его второй сын Мануил, сумев бежать из-под стражи, при помощи венецианцев и эмира Мурада I вернули себе Константинополь. Однако боярскому кандидату на митрополию ступить на константинопольский берег так и не удалось: 29 сентября Михаил-Митяй умер на константинопольском рейде. Несостоявшегося митрополита похоронили в Галате, районе столицы, принадлежавшем генуэзцам, у которых в это время находит убежище и свергнутый император Андроник. Несмотря на смерть своего претендента, сопровождающая его свита решила, используя подписанные великим князем пустые «хартии», добиться поставления митрополита из своих рядов. Заняв у генуэзцев значительную сумму, посольство добилось от нового патриарха Нила поставления игумена переславльского монастыря Пимена митрополитом Киевским и Великой Руси. Киприан же, который в соборном акте характеризуется не иначе как «второй Роман», был осуждён, но оставлен митрополитом Литвы и Малой Руси, с тем условием, что по его смерти Пимен распространит свою власть и на западные епархии.

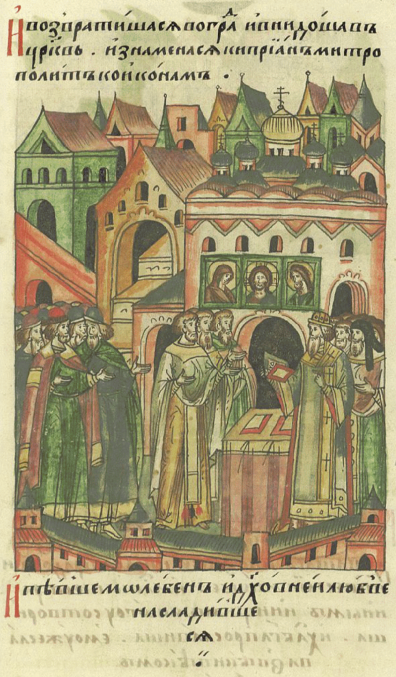
Митрополит Киприан служит молебен по случаю его прибытия на Русь

В это время в московской политике во многом под влиянием авторитета преп. Сергия происходит решительный поворот, который приводит в итоге к разрыву с Ордой и Куликовской битве. Осенью 1379 года будущий герой Куликовской битвы был благословлён преподобным Сергием на борьбу с татарами.
Вернувшись на Русь, Киприан благословил Андрея и Дмитрия Ольгердовичей на борьбу с Ордой. Андрей и Дмитрий Ольгердовичи с псковской и переяславской дружинами, полоцкими, друцкими, туровскими, брянскими полками, в союзе с (возможно, двоюродным братом) Дмитрием Михайловичем Боброком-Волынским и мужем своей сестры Елены Ольгердовны Владимиром Андреевичем Храбрым и московскими, ростовскими, ярославскими, тверскими (холмскими) войсками 8 сентября 1380 года участвовали в разгроме ордынских войск и генуэзцев на Куликовом поле.
Незадолго до этого, 30 августа, был казнён один из виновников крушения объединительной политики Иван Вельяминов, позже был казнён и другой активный деятель протатарской политики — Некомат Сурожанин. А в феврале 1381 года Дмитрий Донской послал своего духовника Феодора Симоновского за Киприаном, звать его на митрополию. И Киприан, несмотря на то, что канонически он уже не может претендовать на митрополию Всея Руси, едет в Москву, где его со всеми почестями встречает великий князь. Пимен же по возвращении из Константинополя был обвинён в обмане, схвачен в Коломне и сослан в Чухлому.
Г. М. Прохоров связал колебания в отношениях Дмитрия Донского к митрополиту Киприану с приоритетами московской политики. Логично предположить, что разрыв с Ордой должен был привести к улучшению отношений с митрополитом. Однако, судя по принятой датировке, основанной на сообщениях ранних источников, произошло это спустя полтора года после поворота московской политики. Ф. М. Шабульдо предположил, что приезд митрополита в Москву состоялся годом ранее, 3 мая 1380 года. Основания для такой датировки дают более поздние источники. Несмотря на то, что большинство историков не поддержали эту датировку из-за хронологических неувязок, вопрос остался открытым. Безусловно, появление Киприана в Москве накануне Куликовской битвы значительно меняет исторический контекст. В частности подвергнутый сомнению факт благословения митрополитом Киприаном великого князя Дмитрия получает подтверждение. Но в Коломне, где был назначен сбор войск, уходящие полки благословлял только коломенский епископ Герасим.
В 1381 году Киприан устанавливает почитание святому благоверному князю Александру Невскому. Пишет новую редакцию жития митрополита Петра. В уста митрополита, первым избравшего Москву местом своего пребывания, Киприан вкладывает слова о величии Москвы при условии поддержки Православия её князьями.
Однако вскоре положение изменилось. Поддерживаемый Тимуром, хан Тохтамыш предложил русским признать свою власть. Из Москвы ответили отказом. Тогда в 1382 году Тохтамыш во главе своих полчищ отправляется на русские земли. Летом 1382 года Киприан был в Новгороде. Во время нашествия Тохтамыша на Москву (26 августа 1382 года) только что вернувшийся из Новгорода митрополит и великая княгиня с трудом успели выбраться из города, будучи при этом ограблены москвичами. Киприан отправился в Тверь, оттуда съездил в Новгород. Князь Дмитрий ничего не смог предпринять против нового нашествия и вскоре, получив «милость» из орды, возобновил выплату дани. Княжич Василий был взят в заложники. Фигура Киприана, не приемлемая для Константинополя (он не был канонически поставленным митрополитом), была неприемлема и для Сарая, так как он не мог представлять Константинополь, а его деятельность по объединению Руси в противостоянии Орде не могла быть неизвестна при ханском дворе. Впору было вспомнить старую вражду московского князя к этому иерарху. Киприан был удалён из Москвы, а Пимен возвращён из ссылки и занял престол митрополии всея Руси. Вместе с Киприаном в Литву отправился и игумен Серпуховского Высоцкого монастыря Афанасий.

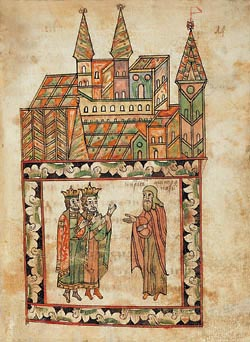
Митрополит Киприан благословляет Дмитрия Донского и Владимира Серпуховского.
Миниатюра XVII века.

Однако вскоре архиепископ Суздальский Дионисий и племянник преподобного Сергия Феодор Симоновский повели против Пимена непримиримую борьбу. По сообщению Троицкой летописи в июне 1383 года архиепископ Дионисий вместе с игуменом Феодором направляются великим князем в Константинополь для решения вопросов «о управленьи митропольи Русския». Соборный акт 1389 года сообщает, что русские послы привезли готовое осуждение Пимена. Этот же соборный акт обвиняет и Дионисия, тогда уже покойного, в попытке захвата власти.
Из Константинополя Дионисий возвращается с особыми полномочиями. На Русь для расследования деятельности Пимена и Киприана едут патриаршие послы. Принято считать, что на Русь Дионисий прибыл в сане митрополита: по меньшей мере о его поставлении в Константинополе говорят летописи. Однако о. Иоанн Мейендорф вполне обоснованно предполагает, что Дионисий, оставшись пока в прежнем сане, должен был до соборного решения временно управлять митрополией. Только после этого, не нарушая на этот раз канонов, его можно было поставить митрополитом. Но весной 1384 года на обратном пути Дионисий был задержан киевским князем Владимиром Ольгердовичем и брошен в темницу. 15 октября 1385 года архиепископ Суздальский и временный глава Киевской митрополии скончался и был похоронен в Киево-Печерском монастыре.
В 1385 году митрополит Киприан был вызван патриархом Нилом в Константинополь для канонического разбирательства своей деятельности. В столицу он прибыл вместе с патриаршими послами, которые закончили в Москве следствие по делу Пимена. И в этой поездке его сопровождал игумен Афанасий. В Константинополе митрополит поселился в Студийском монастыре, известным своей библиотекой, и занимался переводами текстов с греческого на славянский. В том числе им были переведены творения Дионисия Ареопагита. Киприан составил Евхологион, по которому позднее проводилась реформа в богослужебной практике русской церкви, 27 апреля закончил переписывать Лествицу Иоанна Синайского. В течение этого время Киприан неоднократно как русский митрополит участвовал в заседаниях синода. Ему явно покровительствует император Иоанн V, который теперь продолжал политику своего тестя Иоанна Кантакузина.
В мае 1387 году император просил у синода отсрочить суд над Киприаном, так как тот нужен был ему для выполнения важного поручения. 29 мая Киприан вновь отправился на Русь. После этого мы видим Киприана в Киеве и Литве. Вероятным императорским поручением о. Иоанн Мейендорф считает попытки нейтрализации Кревской унии 1385 года. Летом 1387 года митрополит Киприан, захватив с собой бежавшего из Орды и укрывшегося в Молдавии московского княжича Василия, прибыл в Литву. Киприан убедил Витовта возглавить антипольскую коалицию и обручил дочь Витовта Софью с Василием Дмитриевичем. В 1388 году княжич прибыл в Москву в сопровождении литовских чиновников. А в январе 1391 года был заключён брак между Василием Дмитриевичем, который к этому времени был уже великим князем Московским, и дочерью Витовта Софией. В 1392 году польский король Владислав (Ягелло) был вынужден признать автономию Литвы, во главе которой теперь был тесть московского князя.
Очередная смена патриарха в Константинополе в феврале 1389 года положительно сказалась на судьбе Киприана: новым патриархом стал Антоний IV, давний его сторонник. Поэтому восстановление Киприана в статусе митрополита Киевского и всея Руси прошло стремительно, уже в феврале. Пимен был низложен. В соборном определении утверждалось единство митрополии «впредь во все веки», и подчёркивалась особенная заинтересованность в этом императора, «оберегателя и защитника права и пользы». Киприан должен оставаться на митрополии до конца своей жизни. А 19 мая умер великий князь Дмитрий. Пимен 13 апреля вновь отправился в Константинополь искать «своей правды», но, пережив многие неприятности в Константинополе и уклонившись от соборного суда, умер в Халкидоне. Похоронен он был, как и Митяй, в Галате, на контролируемой генуэзцами территории.

### Митрополит Киевский и всея Руси
1 октября 1389 года Киприан покинул Константинополь и через Киев 6 марта 1390 года прибыл в Москву. Единство митрополии было, наконец восстановлено, правда скорее формально, так как епархии Галицкой Руси остались под властью польского короля, и русскому митрополиту въезд в них был невозможен. Начался, пожалуй, самый плодотворный период его деятельности.

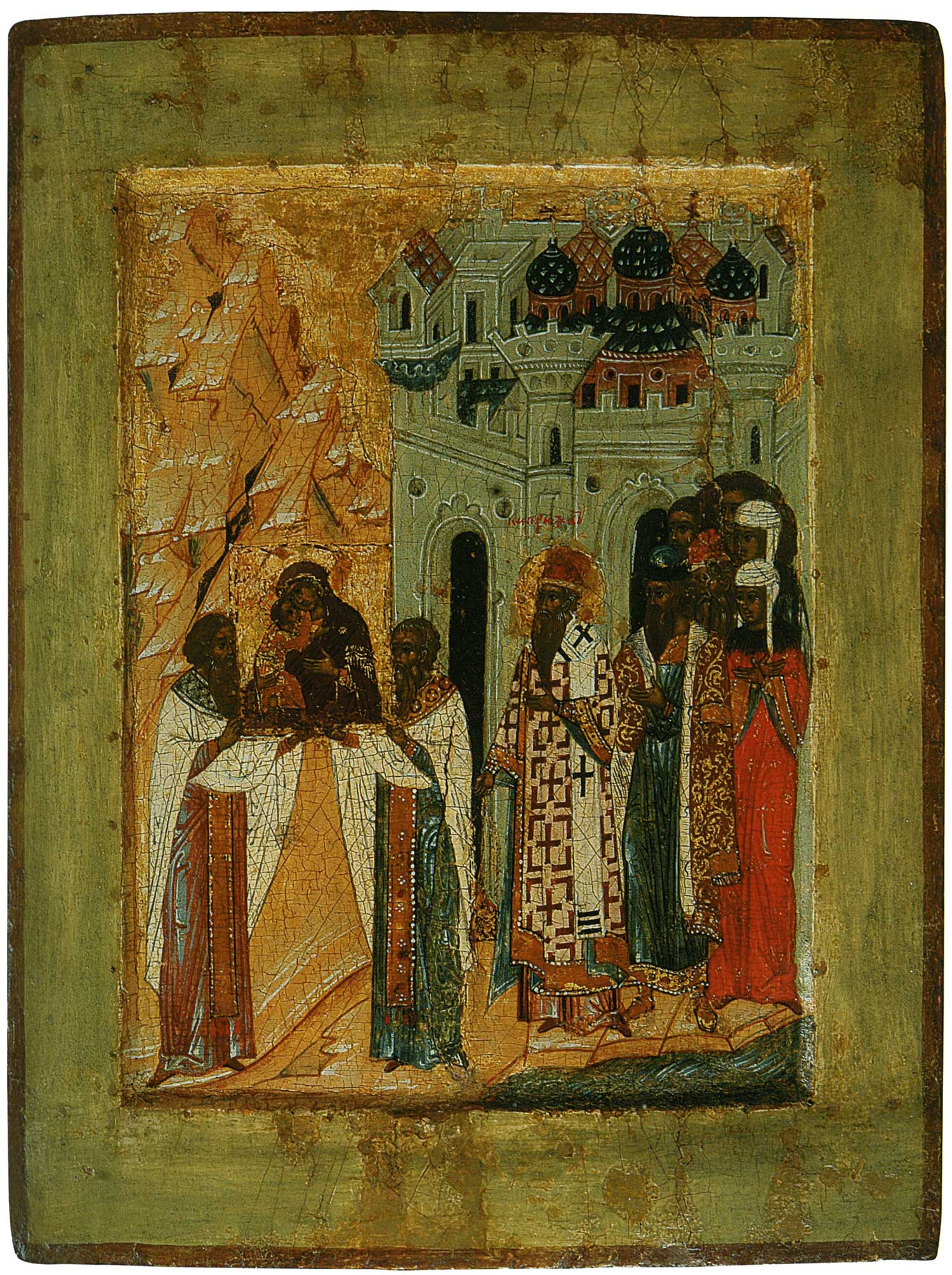
Сретение Владимирской иконы Богоматери: Слева двое священнослужителей держат икону Богоматери. Навстречу из городских ворот выходит торжественная процессия москвичей, возглавляемая митрополитом Киприаном. За ним изображён либо великий князь Димитрий Донской, либо князь Владимир Андреевич Серпуховской, который оставался в Москве во время отсутствия выступившего в поход навстречу неприятелю великого князя и принимал участие во встрече иконы.

Одной из проблем, которая досталась Киприану от времени церковной смуты, была утрата митрополичьего апелляционного суда в Новгороде Великом. Новгородцы в 1385 году постановили не принимать митрополита для суда, отдав эти прерогативы своему архиепископу. Высокий сан архиепископа делал новгородского владыку практически непосредственно подчинённым патриарху, а выборность его новгородцами устраняла возможность митрополита влиять на церковную политику этого важного русского региона. Независимость Новгорода, граничащая с автономией, разрушала единство митрополии. Ни усилия патриарха, который в своих посланиях назвал новгородского владыку просто «епископом», ни отлучение, наложенное митрополитом на новгородцев, не возымели действия. Лучше первосвятительского гнева подействовало московское войско, которое в 1393 году вторглось в новгородские земли. Новгородцы митрополита признали, но когда в 1395 году Киприан вместе с патриаршим послом прибыл в Новгород, в праве апелляционного суда было вновь отказано. На этот раз санкций со стороны митрополита не последовало.
Ещё хуже обстояло дело с Галичем. Епархии, оказавшиеся на подчинённых католической Польше землях, постоянно подвергались попыткам окатоличивания. Трудно что-либо сказать о судьбе Галицкого митрополита Антония. Его самоотверженная борьба против деятельности Римской Церкви не была успешной: фактор силы был не на стороне православного иерарха. Однако благодаря дипломатическим действиям Киприана к концу 90-х годов ситуация в галицких землях временно стабилизировалась.
В 1395 году, когда армия Тимура (Темир-Аксака) вступила в русские земли, по инициативе Киприана из Владимира в Москву была перенесена Владимирская икона Божией Матери. Полчища новых завоевателей отступили от русских земель и направились в сторону Кавказа. На месте встречи святыни (26 августа) вскоре был основан Сретенский монастырь.
Одной из важнейших забот митрополита в это время стали усилия, направленные на достижения унии с Римской Церковью. Киприан в этом вопросе действовал в согласии с политикой своей партии. Паламиты, в отличие от своих противников, допускавших непосредственное подчинение власти римского первосвященника, придерживались мнения, что соединение церквей возможно, но только после собора, на котором будут обсуждаться догматические расхождения. В условиях надвигающейся исламской угрозы необходимость военной помощи «франков» делало идею унии условием выживания остатков некогда великой империи ромеев. В конце шестидесятых годов экс-император и монах Иоасаф Кантакузин и патриарх Филофей вели переговоры об этом с папским легатом. В 1367 году патриарх Филофей по этому поводу писал архиепископу Охридскому: «Мы согласились с папскими послами, что, если наше учение на соборе окажется не хуже любого латинского, они придут к нам и примут нашу веру; перед Богом осмеливаемся мы сказать, что это действительно произойдёт». У православных не было сомнения, что византийское богословие, основанное на учении святых отцов, одержит безусловную победу над схоластическим богословием запада. Так или иначе, но идея собора нашла много сторонников и в западной церкви. Однако попытки ревизии латинского богословия вряд ли могли устроить римских первосвященников. В 1396—1397 годах Киприан находился в Литве, неоднократно встречался с великим литовским князем Витовтом и польским королём Владиславом II Ягайло, вёл с последним переговоры по этому вопросу. В рамках этой политики митрополит Киприан и выдвинул идею проведения собора в России, вероятно, имея в виду Великое княжество Литовское. Безусловно, идея унии была нужна Киприану и для защиты православия в землях Польской короны. В 1397 году Киприан с этим предложением обратился в Константинополь, но патриарх проведение собора счёл не своевременным: Константинополь с 1395 года осаждали войска Баязида. А в 1396 году армия венгерского короля Сигизмунда, поспешившая на помощь осаждённым, потерпела тяжёлое поражение под Никополем. Патриарх предлагал русскому митрополиту, используя своё влияние на польского короля, уговорить его вместе с Сигизмундом Венгерским вновь выступить против осман. Только после этого можно было говорить о соборе. Не устраивало патриарха и место проведения собора.
Результатом деятельности Киприана в это время стало распространение власти киевского митрополита на Галицию и Молдовлахию.
По совету Киприана русские князья в 1398 году послали Византии, оказавшейся в весьма бедственном положении, 20 тысяч рублей.
25 ноября 1402 года по благословению митрополита был заключён договор великого князя Василия и князей Владимира Андреевича и Юрия Андреевича, Андрея и Петра Дмитриевичей с великим князем Рязанским Фёдором Ольговичем о дружбе, согласии и общей политике в отношении Орды и Литвы.
Активно проводя политику объединения христиан перед лицом угрозы османского завоевания, митрополит Киприан за время своей деятельности с 1390 по 1406 годы, однако, ни разу не был ни в Орде, ни в Константинополе, но дважды на длительные сроки (с 1395 по 1397 и с 1404 по 1405 годы) оставался в «землях королевства Польского». Автор полагает, что основной заботой Киприана там «явно было сохранение там православия».
В начале XV столетия митрополит чаще жил в подмосковном селе Голенищево, занимался там книжной деятельностью. В 1404—1405 годах был в Литве и присутствовал при встрече Ягайло и Витовта в Милолюбе. В январе 1406 года вернулся в Москву. За четыре дня до смерти Киприан продиктовал Духовную грамоту, которую велел прочесть при своём погребении. Почил 16 сентября 1406 года. Тело его было перенесено из Голенищева в Москву и предано земле в Успенском соборе Кремля.

### Канонизация

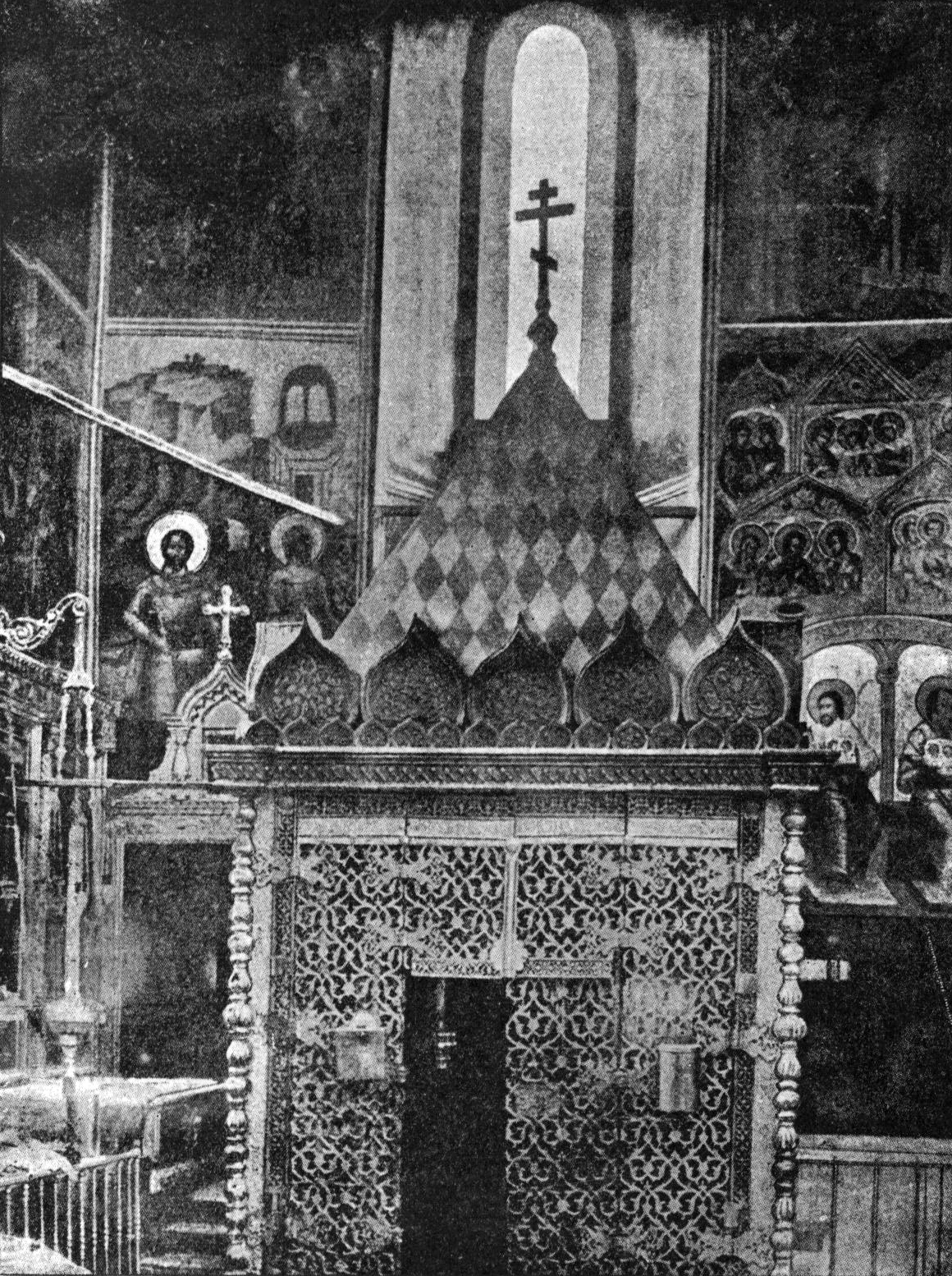
Гробница над мощами святого митрополита Киприана в Успенском соборе

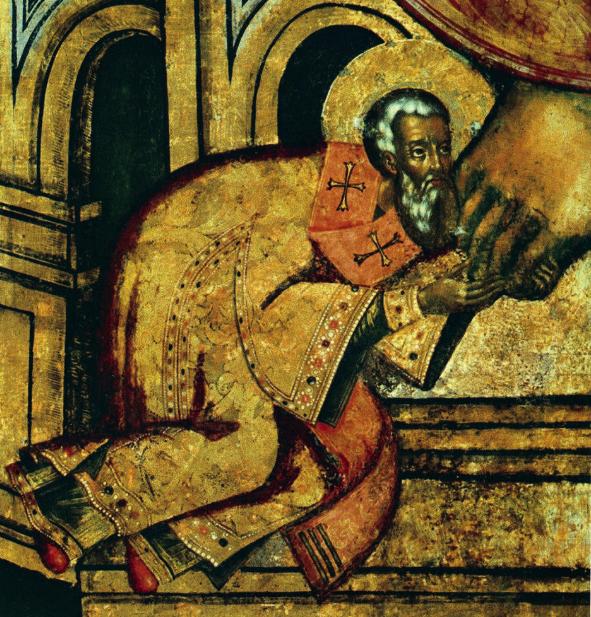
Ктиторский портрет митрополита Киприана. Заказана самим митрополит, живопись поновлена в 1700 году с сохранением красок, пропорций и черт предшествующего изображения

Мощи его были обретены при перестройке Успенского собора 27 мая 1472 года и покоятся рядом с мощами святителя Московского Фотия — преемника святителя Киприана в управлении Русской Церковью. Его имя как святителя значится в месяцеслове 1487 года.
Впервые назовёт его святым Амвросий (Орнатский) в своей книге «История российской иерархии», изданной в 1807 году.
Память святителя Киприана митрополита Киевского и всея Руси, святителя Московского и всея России чудотворца в Русской Православной Церкви — 16 (29) сентября, 27 мая (9 июня) и в день Собора Московских святых (воскресенье перед 26 августа (8 сентября).
«…святитель Киприан в смиренном величии нёс духовный крест своего первосвятительства и оставался молитвенником и предстателем за Всероссийскую паству. Высокообразованный, книжный, монашеского устроения души человек, не политикан, он не затевал интриг, но ни на минуту не допускал мысли об отступлении от принятого послушания.» (Жития святых).

## Киприан и Русская церковь
Святитель Киприан способствовал распространению на Руси исихастской традиции, осуществил литургическую реформу, ввёл Иерусалимский церковный устав. В это время влияние столичного студийского монашества уступает место влиянию афонского монашества, особенно усилившегося в связи со святогорским движением. Однако реформа шла медленно, постепенно вытесняя старый студийский устав. Именно Киприан ввёл чтение в первое воскресение Великого поста «Синодика православия», в котором прославляется богословие святителя Григория Паламы.
Занимался переводом с греческого и переписыванием южнославянских книг, и при нём стала быстро увеличиваться в своём составе русская книжность. Протодьякон Киприана Спиридоний в 1379 году написал знаменитую Киевскую Псалтырь. При Киприане была проведена реформа и некоторая унификация русского церковного пения, музыкальной нотации и начался переход летосчисления с «мартовского» года на «сентябрьский», активизировалась монастырская колонизация северных пределов Руси, церковное строительство, украшение церквей.
Киприан настойчиво добивался введения поминания имени византийского императора на литургии. Вероятно, эта практика вызвала сопротивление великого князя, и митрополит обратился к патриарху. В 1393 году от патриарха Антония с посольством Василию Московскому было доставлено послание, в котором говорилось о роли императора в жизни церкви. «До настоящего дня царь получает то же самое поставление от церкви, по тому же чину и с теми же молитвами помазуется великим миром и поставляется царём и самодержцем ромеев, то есть всех христиан». Именно в этом контексте прозвучала формула: «Невозможно христианам иметь церковь, но не иметь царя». Однако исследования говорят, что поминание византийского императора было нововведением и что оно не имело последствий. Уже при митрополите Фотии имени византийского царя на Руси не поминали.

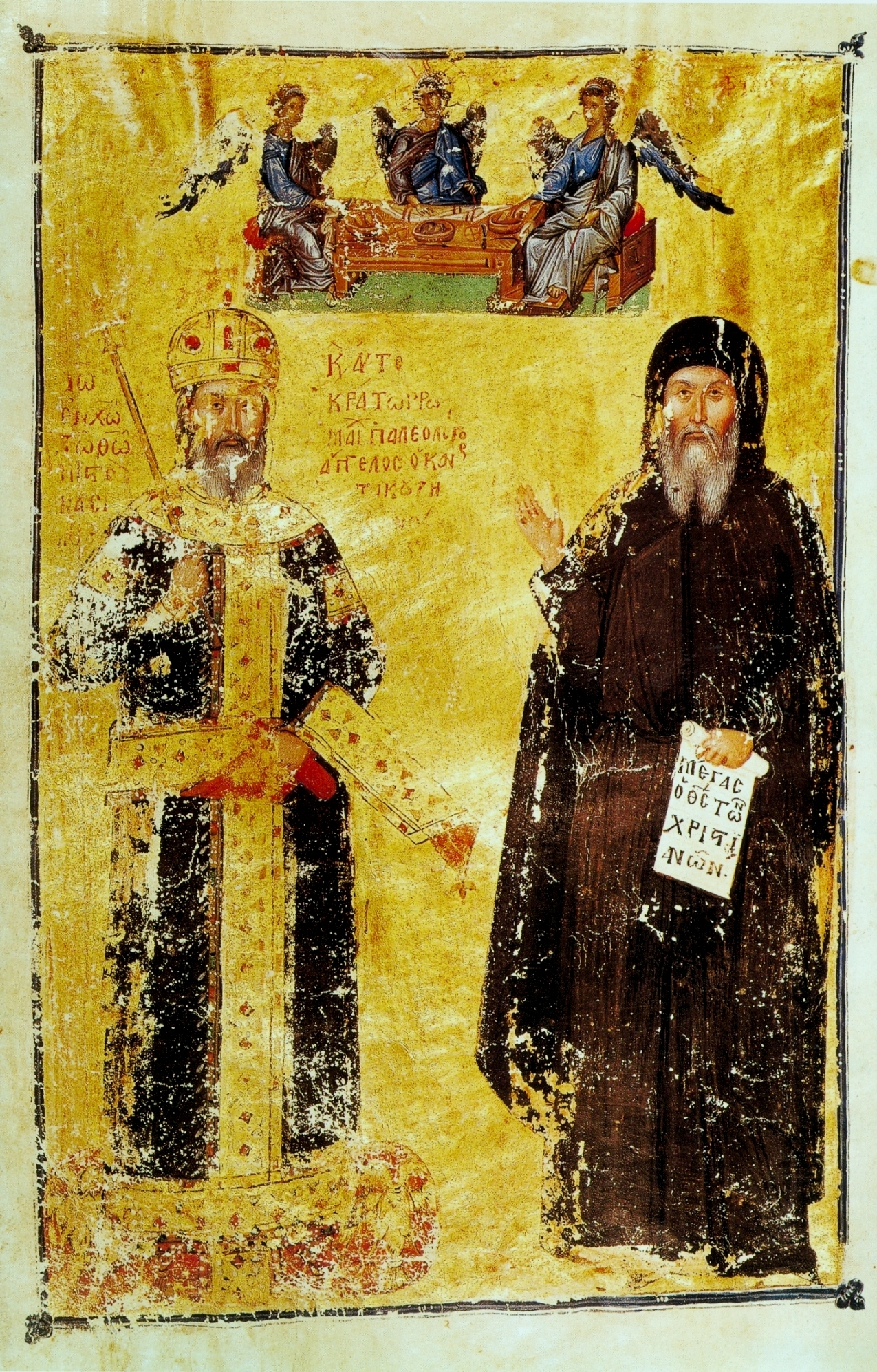
Двойной портрет Иоанна Кантакузина. Миниатюра из «Теологических произведений» Иоанна Кантакузина. 1370—1375. В верхней части миниатюры — изображение Троицы

Немаловажным для истории Русской церкви были его взгляды в отношении церковных имуществ, безусловно разделяемые его сподвижниками на Балканах и в Византии. В ответах на вопросы, данных, очевидно, игумену Серпуховского Высоцкого монастыря Афанасию, Киприан пишет: «Сёла и люди держати иноком, не предано есть святыми Отци». Однако «послежде по малу въ разслабление прииде вещь, и начаша манастыре те и скиты держати села и стяжания». «А еже сего страшнейши, яко повнегда черньцам начатии селы властоватись, и мужеъ и женвмъ судити, часто хождения въ них творити и о нихъ печаловатися. <…> Но аще бы мощно, сице: бытии селу подъ манастыремъ, еже николиже черньцу не бытии въ немъ, но мирянину некоему богобоязниву приказати и тому печаловатися бы о всякыхъ делех; въ манастырь же бы готовое привозилъ житом и иными потребами. <…> Пагуба черньцем селы владети…»,— заключает святитель. Иными словами, святитель утверждает, что владение сёлами не заповедано Отцами Церкви, но утвердилось по немощи, «расслаблению». Инокам не стоит самим заниматься управлением хозяйством, которое доставляет им многие соблазны, а привлекать для этих целей благочестивых мирян. В другом документе митрополит последовательно отстаивает церковные имущества. В настольной грамоте новгородскому архиепископу Иоанну Киприан определяет: «А что погосты и сёла и земли и воды и пошлины, что потягло къ церкви Божьи, или купли, или кто дал по души памяти деля, а в то ни один христианин не вступается, а кто вступится, того не благословляют божественные правила». Иными словами, Киприан предупреждает об опасности для иноческого дела владения сёлами с точки зрения «икономии». Высказанные в «Ответах» идеи получат сильное влияние в северных монастырях, на основе которых сформируется идейное течение нестяжателей. В конце XV века преподобный Нил Сорский во вполне киприановском духе изложил своё учение в «Уставе скитской жизни» и в посланиях своим ученикам.
В конце 1960-х годов В. Г. Брюсова выдвинула предположение, что Спасо-Андроников монастырь был основан не митрополитом Алексием в конце 50-х годов XIV века, а святителем Киприаном в 1390—1392 годах. В это же время был построен и Спасский собор монастыря, сохранившийся до наших дней. Таким образом, святителем был основан новый, особый центр духовной жизни. Версия об основании монастыря Киприаном вызвала полемику и встретила аргументированную критику. Однако связь митрополита Киприана с Андрониковым монастырём никто не оспаривает.
Олег Ульянов связывает появление новой иконографии Пресвятой Троицы, известной по знаменитой иконе Андрея Рублёва, с инициативой Киприана. Исследователь пишет: «Именно при митрополите Киприане на Руси получает распространение новая иконография „Живоначальной Троицы“, впервые появившаяся на Святой Горе Афон, на что указывает, например, заимствование в русском искусстве таких характерных особенностей, отмеченных нами на кантакузиновской миниатюре, как крестчатый нимб среднего ангела и выступающий на передний план престол правого (от зрителя) ангела». Ульянов связывает появление новой иконографии с литургической реформой, в которой прослеживается усиление акцента на богословии Троицы. По митрополичьей богословской программе в 1390-х годах созданы шедевры русской исихастской иконописи — «Архангел Михаил с деяниями» и «Похвала Богоматери с Акафистом в клеймах». При Киприане в 1404 году афонский монах Лазарь Серб установил возле Благовещенской церкви первые в Москве часы с боем, необходимые священнику для заполнения служб чтениями и руководства протяжённостью церковного пения. В 1405 году в Благовещенской церкви трудились митрополичьи иконники Феофан Грек, Прохор с Городца и Андрей Рублёв. Вероятно, и приезд Феофана Грека на Русь связан также с инициативой Киприана.
Киприан оказал влияние на оживление местного и общерусского летописания. С его именем связывают, в частности, завершённую уже после его смерти (статьёй 1408 года) Троицкую летопись.